# Tytroca dispar
Tytroca dispar là một loài bướm đêm trong họ Erebidae.